# Vodní nádrž Kadaň
Vodní nádrž Kadaň je přehradní nádrž v údolí řeky Ohře u města Kadaň v okrese Chomutov. Do provozu byla uvedena roku 1972.

## Funkce
Nádrž slouží k zajištění minimálního průtoku v Ohři pod nádrží a zabezpečení odběru vody v čerpacích stanicích Mikulovice (pro elektrárnu Prunéřov) a Rašovice, kde se čerpá voda pro Podkrušnohorský přivaděč, který ji převádí z povodí Ohře do povodí Bíliny. Zajištění průtoku pod hrází je důležité pro jez u Želiny, odkud se čerpá voda pro elektrárnu Tušimice.

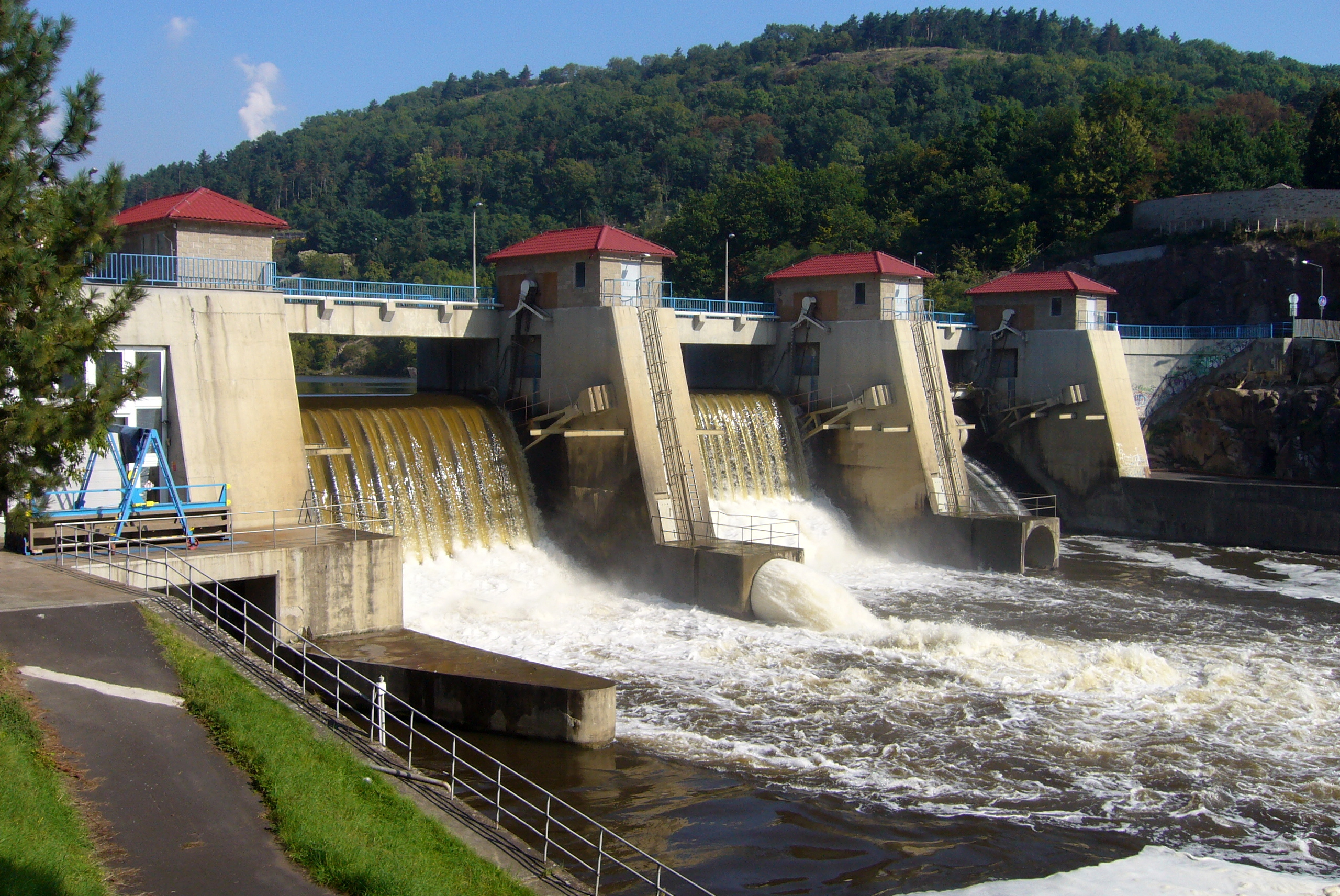
Spodní výpust v provozu

Doplňujícími funkcemi jsou výroba elektřiny v malé vodní elektrárně a rekreační využití. Vybudoval ji podnik Vodní stavby jako náhradní zdroj vody po snížení objemu blízkých Nechranic o dva miliony metrů krychlových vody kvůli uzavření tzv. Čachovického laloku zasypaného výsypkou sousedního hnědouhelného dolu.
Malá vodní elektrárna se nachází v objektu na pravé straně hráze. Využívá Kaplanovu přímoproudou turbínu s hltností 31 m³/s a maximálním výkonem 2,34 MW. Použitý generátor však výkon snižuje na 2 MW.

## Hydrologické údaje
Vodní nádrž shromažďuje vodu z povodí o rozloze 3490,9 km², dlouhodobý roční průměr je srážek 734 milimetrů. Průměrný roční průtok je 30 m³/s a neškodný odtok dosahuje 180 m³/s.
| N             | 1   | 5   | 10  | 50  | 100 |
| ------------- | --- | --- | --- | --- | --- |
| Průtok (m³/s) | 195 | 364 | 445 | 649 | 740 |

## Přístup
Po hrázi a okolo pravého břehu nádrže vede cyklostezka mezi Kadaní a Kláštercem nad Ohří. Na levém břehu, přímo nad hrází, stojí františkánský klášter Čtrnácti sv. Pomocníků chráněný jako národní kulturní památka.